# Kotylé

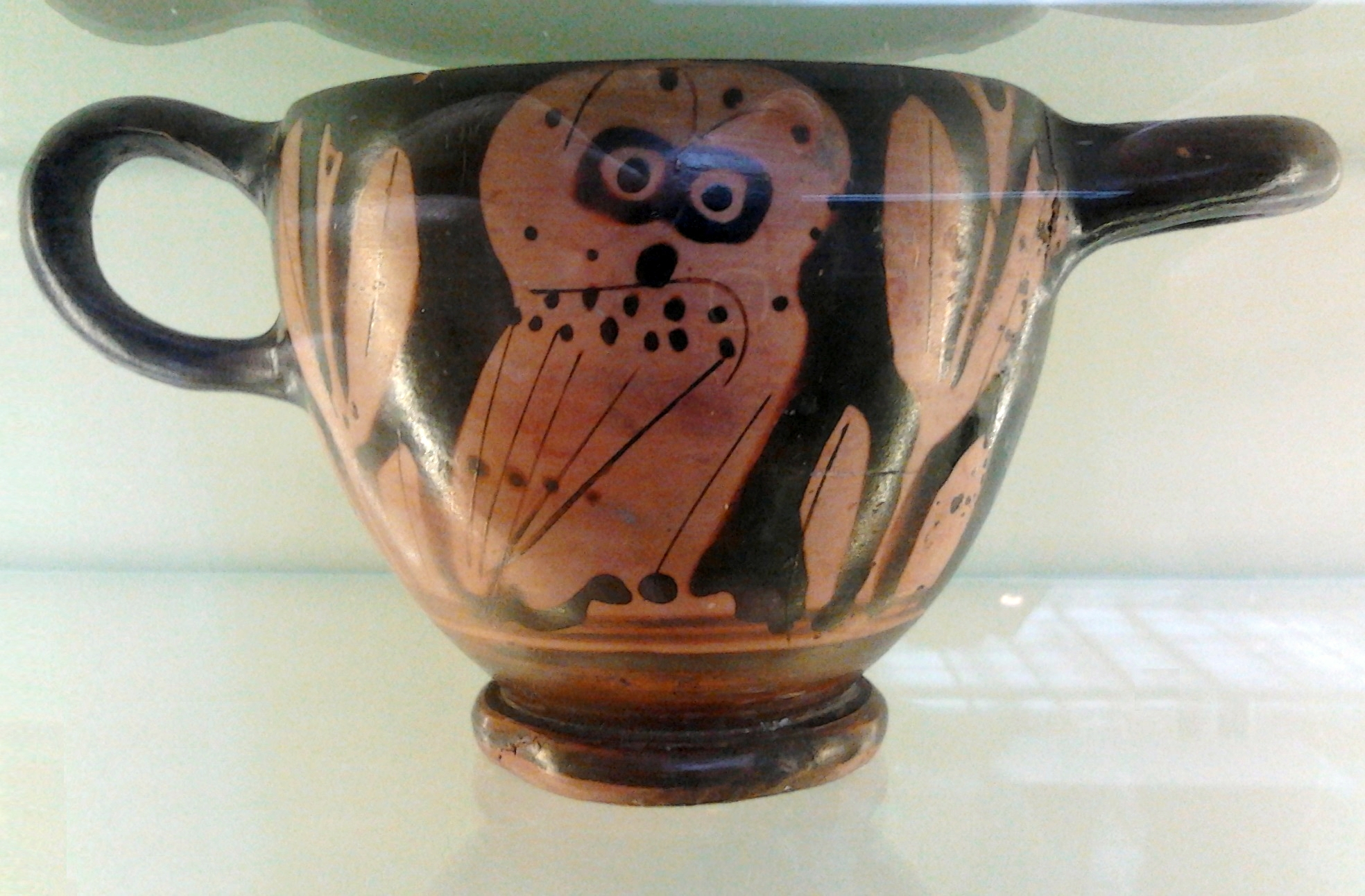
Aténská starověká řecká číše Kotylé z 5. století před naším letopočtem vystavená v Národním muzeu ve Varšavě, Polsko

Kotylé (z řečtiny κοτύλη, plurál kotylai) je starověká řecká číše většinou bez nožky a se dvěma horizontálními uchy při horním okraji. Jedná se o širší variantu skyfu.
Zároveň sloužila i jako dutá míra na tekuté a sypké látky. Představovala objem asi 0,27 l. Je zmiňována například u Thúkydida.